# Etihad Airways
Etihad Airways je zračni prijevoznik iz Abu Dhabija,  Ujedinjeni Arapski Emirati. Osnovan je kraljevskom uredbom u srpnju 2003., a s radom započinje u studenom 2003.   Ime potječe iz arapske riječ za "jedinstvo" (الإتحاد al-Ittihad)
Kompanija tjedno ima više od 1000 letova prema 96 putničkih i cargo destinacija Bliskog istoka, Afrike, Europe, Azije, Australije te Sjeverne i Južne Amerike, s flotom od 89 Airbus i Boeing zrakoplova. U 2012. Etihad je prevezao 10,3 milijuna putnika, što je povećanje u iznosu od 23% u odnosu na prethodnu godinu, ostvarivši pri tome prihod od 4,8 milijardi $ i neto dobit od 42 milijuna $. Etihad Airways je četvrti najveći zračni prijevoznik na Bliskom istoku i drugi najveći u Ujedinjenim Arapskim Emiratima, nakon Emiratesa, zračnog prijevoznika iz Dubaija.
Osim prijevoza putnika, svoje osnovne djelatnosti, u Etihadu djeluju i Etihad Holidays te Etihad Cargo odjeli. Etihad Airways je smješten u zračnoj luci Abu Dhabi, a sjedište kompanije je u Khalifa Cityju, Abu Dhabi.
Etihad je u 2011. godini prvi puta ostvario pozitivan poslovni rezultat u iznosu od 14 milijuna US$, u skladu sa strateškim planom najavljenim od strane izvršnog direktora Jamesa Hogana u 2006.
U prosincu 2011. Etihad je objavio da je preuzeo 29,21% udjela u Air Berlinu, šestom najvećem zračnom prijevozniku u Europi, a James Hogan je imenovan potpredsjednikom. Uslijedila su i manjinska preuzimanja drugih zračnih prijevoznika — Air Seychelles (40%), Aer Lingus (2,987%), Virgin Australia (10%). Isto tako, Etihad je blizu preuzimanja 24% udjela u indijskom zračnom prijevozniku Jet Airways. Dana 1. kolovoza 2013. predsjednik kompanije, James Hogan, potpisao je sporazum s Aleksandrom Vučićem, prvim potpredsjednikom Vlade Republike Srbije, u Beogradu, dajući Etihadu 49% udjela u srpskom nacionalnom zračnom prijevozniku Jat Airwaysu. Vlada republike Srbije je zadržala 51% udjela. Među brojnim uvjetima sporazuma planiran je potpuni rebranding Jat Airwaysa, uključujući i promjenu imena u Air Serbia. Etihad je 2013. na Dubai Airshowu najavio preuzimanje 33,3% udjela u švicarskom zračnom prijevozniku Darwin Airlineu. Darwin će biti rebrandiran kao Etihad Regional od ožujka 2014.

## Povijest
Etihad Airways je osnovan kao nacionalni zračni prijevoznik Ujedinjenih Arapskih Emirata u srpnju 2003. kraljevskim dekretom izdanim od strane šeika Khalifa bin Zayed Al Nahyana. Početni kapital je iznosio 500 milijuna AED. Usluge su pokrenute ceremonijalnim letom za Al Ain 5. studenoga 2003. Dana 12. studenoga 2003. Etihad je letom za Beirut započeo svoje komercijalne letove, te postao najbrže rastući zračni prijevoznik u povijesti komercijalnog zrakoplovstva.
U lipnju 2004. kompanija je naručila pet zrakoplova Boeing 777-300ERs i 24 Airbus zrakolpova, uključujući četiri A380-800 ukupne vrijednosti 8 milijardi US$ .
Etihad Airways je 2008. na Farnborough Airshowu objavio da je napravio najveću narudžbu u povijesti komercijalnog zrakoplovstva, za ukupno 205 zrakoplova — 100 narudžbi, 55 opcija i 50 prava na kupnju.
U prosincu 2013. kompanija obavlja usluge putničkog i cargo prijevoza prema 96 destinacija širom svijeta iz svoje baze u Abu Dhabiju.
Etihad Airways je uz British Airways, Delta Air Lines, Emirates, Korean Air, Qantas Airways, Qatar Airways, Singapore Airlines, South African Airways i United Airlines jedan od svega deset zračnih prijevoznika koji lete na svih šest nasljenih kontinenata.

## Flota
Etihad Airways flota se sastoji od sljedećih zrakoplova (26. svibnja 2017.):
| Flota putničkih zrakoplova | Flota putničkih zrakoplova | Flota putničkih zrakoplova | Flota putničkih zrakoplova | Flota putničkih zrakoplova | Flota putničkih zrakoplova | Flota putničkih zrakoplova | Flota putničkih zrakoplova | Flota putničkih zrakoplova |
| Zrakoplov                  | U floti                    | Naručeno                   | Opcije                     | Broj putnika               | Broj putnika               | Broj putnika               | Broj putnika               | Bilješka                   |
| Zrakoplov                  | U floti                    | Naručeno                   | Opcije                     | F*                         | J*                         | Y*                         | Ukupno                     | Bilješka                   |
| -------------------------- | -------------------------- | -------------------------- | -------------------------- | -------------------------- | -------------------------- | -------------------------- | -------------------------- | -------------------------- |
| Airbus A319-100            | 2                          | —                          | —                          | —                          | 16                         | 90                         | 106                        |                            |
| Airbus A320-200            | 23                         | —                          | 18                         | —                          | 16                         | 120                        | 136                        |                            |
| Airbus A320-200            | 23                         | —                          | 18                         | —                          | —                          | 162                        | 162                        |                            |
| Airbus A320neo             | —                          | 10                         | —                          | u najavi                   | u najavi                   | u najavi                   | u najavi                   |                            |
| Airbus A321-200            | 10                         |                            |                            | —                          | 12                         | 162                        | 174                        |                            |
| Airbus A321neo             | —                          | 26                         | —                          | u najavi                   | u najavi                   | u najavi                   | u najavi                   |                            |
| Airbus A330-200            | 19                         | —                          | —                          | —                          | 22                         | 240                        | 262                        |                            |
| Airbus A330-300            | 6                          | —                          | —                          | 8                          | 32                         | 191                        | 231                        |                            |
| Airbus A340-500            | 1                          | —                          | —                          | 12                         | 28                         | 200                        | 240                        |                            |
| Airbus A340-600            | 7                          | —                          | —                          | 12                         | 32                         | 248                        | 292                        |                            |
| Airbus A350-900            | —                          | 40                         | —                          | u najavi                   | u najavi                   | u najavi                   | u najavi                   |                            |
| Airbus A350-1000           | —                          | 22                         | 15                         | u najavi                   | u najavi                   | u najavi                   | u najavi                   | Isporuke počinju 2017.     |
| Airbus A380-800            | 10                         | —                          | 5                          | 11                         | 70                         | 417                        | 498                        | Isporuke počele 2014.      |
| Boeing 777-200LR           | 5                          | —                          | —                          | 8                          | 40                         | 189                        | 237                        |                            |
| Boeing 777-300ER           | 19                         | —                          | 12                         | —                          | 28                         | 384                        | 412                        |                            |
| Boeing 777-300ER           | 19                         | —                          | 12                         | 8                          | 40                         | 280                        | 328                        |                            |
| Boeing 777-8X              | —                          | 8                          | —                          | u najavi                   | u najavi                   | u najavi                   | u najavi                   |                            |
| Boeing 777-9X              | —                          | 17                         | —                          | u najavi                   | u najavi                   | u najavi                   | u najavi                   |                            |
| Boeing 787-9               | 13                         | 27                         | 25                         | 8                          | 28                         | 199                        | 235                        | Isporuke 2014. – 2019.     |
| Boeing 787-10              | —                          | 30                         | 12                         | u najavi                   | u najavi                   | u najavi                   | u najavi                   |                            |
| Cargo flota                |                            |                            |                            |                            |                            |                            |                            |                            |
| Zrakoplov                  | U floti                    | Naručeno                   | Opcije                     | Cargo kapacitet            | Cargo kapacitet            | Cargo kapacitet            | Cargo kapacitet            | Bilješka                   |
| Airbus A330-200F           | 5                          |                            | —                          | 64.000 kg                  | 64.000 kg                  | 64.000 kg                  | 64.000 kg                  | Prvi kupac                 |
| Boeing 777F                | 5                          | 1                          |                            | 102.870 kg                 | 102.870 kg                 | 102.870 kg                 | 102.870 kg                 |                            |
| Ukupno                     | 125                        | 181                        | 87                         |                            |                            |                            |                            |                            |

* F, J i Y su kodovi koji označavaju klasu sjedala u zrakoplovima, a određeni su od strane Međunarodne udruge za zračni prijevoz. 

## Korporativna ulaganja
Etihad Airways ima udjele u sljedećim kompanijama:
| - Aer Lingus (4.1%) - Air Serbia (49%) - Air Seychelles (40%) | - Alitalia (49%) - Jet Airways (24%) - Virgin Australia (19.9%) |

## Poslovni rezultati
|                                   | 2003. | 2004. | 2005. | 2006. | 2007.  | 2008.  | 2009.         | 2010.  | 2011.  | 2012.  | 2013.  | 2014.         | 2015.  | 2016.  |
| --------------------------------- | ----- | ----- | ----- | ----- | ------ | ------ | ------------- | ------ | ------ | ------ | ------ | ------------- | ------ | ------ |
| Promet (AED mlrd)                 |       |       |       |       | 5,6    | 9,1    | 8,4           | 10,9   | 15,0   | ↓      |        |               |        |        |
| Promet(US$ mlrd)                  |       |       |       |       |        |        |               |        | 4,1    | 4,8    | 6,1    | 7,6           | 9,0    | -      |
| Dobit (EBIT) (US$ mil.)           |       |       |       |       | n/a    | n/a    | n/a           | n/a    | 137    | 170    | n/a    | 257           | 259    | -      |
| Broj zaposlenih                   |       | 1.761 | 2.116 | 3.468 | 5.563  | 7.058  | 7.828         | 7.855  | 9.038  | 10.656 | 13.535 | 17.712        | 20.483 |        |
| Broj prevezenih putnika (m)       | <0,1  | 0,3   | 1,0   | 2,8   | 4,6    | 6,0    | 6,3           | 7,1    | 8,3    | 10,2   | 11,5   | 14,8          | 17,6   | 18,5   |
| Faktor popunjenosti (%)           |       |       |       |       | 70     | 75     | 74            | 74     | 75,8   | 78,2   | 78     | 79,2          | 79,4   | 79     |
| Prevezena roba (u 000 tona)       |       |       | 115   |       |        | 202    |               | 263    | 310    | 368    | 486    | 569           | 591    | 595    |
| Broj zrakoplova (na kraju godine) |       | 6     | 12    | 22    | 37     | 42     | 52            | 57     | 64     | 70     | 89     | 110           | 121    | 119    |
| Bilješke/izvori                   |       |       |       |       | [ 25 ] | [ 25 ] | [ 26 ] [ 27 ] | [ 27 ] | [ 28 ] | [ 29 ] | [ 30 ] | [ 31 ] [ 32 ] | [ 33 ] | [ 34 ] |

## Sponzorstva
- Dana 30. srpnja 2007. je objevljeno da će Etihad Airways postati glavni sponzor Harlequin rugby kluba i Hurlequins Rugby League kluba (UK). Sponzorstvo uključuje i preimenovanje istočne tribine Twickenham Stoop stadiona u Etihad Stand. Etihadov logo je oslikan na krovu te tribine i nalazi se na putanji kojom lete zrakoplovi koji idu prema Heathrow zračnoj luci.[35]
- Dana 18. prosinca 2007. Etihad je objavio da će postati službeni pokrovitelj VN Abu Dhabija 2009 koja se održava na otoku Yas Island. F1 logo i riječi "Formula 1 Etihad Airways Abu Dhabi Grand Prix" su se pojavili na njihovom zrakoplovu mjesec dana prije utrke.[36]
- U listopadu 2008. je najavljeno preuzimanje sponzorstva nad Docklands stadionom u Melbournu (prije poznat kao the Telstra Dome). Preimenovanje u Etihad Stadium je nastupilo 1. ožujka 2009.
- U svibnju 2009. je objavljeno da će Etihad postati službeni sponzor premijerligaškog kluba Manchester City.[37] Dio ugovora je bilo i preimenovanje stadiona u "Etihad Stadium".
- Etihad sponzorira Scuderia Ferrari u Formuli 1 od 2008. na ovamo. Za sezonu 2007. Etihad je bio jedan od glavnih sponzora Etihad Aldar Spyker F1 Teama. Budući da je tim kupio Vijay Mallya, predjsednik drugog zračnog prijevoznika (Kingfisher Airlines), Etihad se prebacio na momčad Scuderia Ferrari.
- Dana 19. ožujka 2008. objevljeno je da će Etihad Airways postati glavni sponzor irskog hurling prvenstva (All-Ireland Senior Hurling Championship) od 2008. do 2010. što je kasnije produženo do 2012. Dana 12. travnja 2012. GAA (Gaelic Athletic Association) je potpisala novi petogodišnji ugovor s Etihadom.[38]
- U studenome 2013. je objavljeno da će Etihad postati službeni sponzor ciparskog nogometnog kluba Anorthosis Famagusta.[39]